# کراسنی اوستروف
کراسنی اوستروف (انگلیسی: Krasny Ostrov) یک شهرک در بخش چرمنیانسکی استان بلگورود کشور روسیه است.